# Doerte Bischoff
Doerte Bischoff (* 12. April 1966) ist eine deutsche Germanistin.

## Leben
Von 1986 bis 1989 studierte sie Germanistik, Neuere Geschichte, Publizistikwissenschaft und Philosophie an den Universitäten Münster und Tübingen. Von  1988 bis 1991 hatte sie eine Studienförderung der Friedrich-Ebert-Stiftung. 1989/1990 absolvierte sie ein Auslandsstudium an der Washington University. Nach dem 1990 Master of Arts in St. Louis forschte sie 1993/1994 in Jerusalem (DAAD), assoziiert am Rosenzweig Zentrum. 1994 hatte sie ein Promotionsstipendium des Evangelischen Studienwerks Villigst. Von 1994 bis 1997 war sie Doktorandin am DFG-Graduiertenkolleg „Theorie der Literatur und Kommunikation“ in Konstanz.
Von 1997 bis 1998 war sie wissenschaftliche Mitarbeiterin im Forschungsprojekt „Weibliche Rede – Rhetorik der Weiblichkeit“, Universität Bochum. Von 1998 bis 2008 war sie wissenschaftliche Assistentin am Germanistischen Institut der Universität Münster [mit Unterbrechungen]. Nach der Promotion 1999 in Tübingen erhielt sie 2003 den Frauenförderpreis der WWU Münster. Von 2003 bis 2006 hatte sie ein Lise-Meitner-Habilitationsstipendium. 2004 lehrt sie als Max Kade Distinguished Visiting Professor, University of Cincinnati. Nach der Habilitation 2009 WWU Münster lehrte sie 2010 als Professorin für Neuere deutsche Literatur- und Kulturwissenschaft (W2) an der Universität Siegen.
Von 2008 bis 2010 vertrat sie Professuren an den Universitäten Hamburg und Münster. Seit 2011 ist sie Professorin für Neuere deutsche Literatur mit dem Schwerpunkt des 20. Jahrhunderts und der Gegenwart (W3) mit Leitung der Walter-A.-Berendsohn-Forschungsstelle für deutsche Exilliteratur an der Universität Hamburg.
Ihre Schwerpunkte sind Literatur und Exil, Deutsch-Jüdische Literatur / Holocaust-Erinnerung, Transnationalität und Transkulturalität in der Literatur, Kulturwissenschaft / Literatur und Wissen (Fetischdiskurse, Dinge in der Literatur, Materialität der Zeichen, Mode u. a.), Literatur- und Kulturtheorie, Gender Studies und Rhetorik.

## Schriften (Auswahl)
- Ausgesetzte Schöpfung. Figuren der Souveränität und Ethik der Differenz in der Prosa Else Lasker-Schülers. Tübingen 2002, ISBN 3-484-15095-5.
- Poetischer Fetischismus. Der Kult der Dinge im 19. Jahrhundert. München 2013, ISBN 3-7705-5042-0.
- als Herausgeberin mit Miriam N. Reinhard, Claudia Röser und Sebastian Schirrmeister: Exil Lektüren. Studien zu Literatur und Theorie. Berlin 2014, ISBN 978-3-943414-54-7.
- als Herausgeberin: Exil – Literatur – Judentum. München 2016, ISBN 3-86916-327-5.